# Béton de soufre
Le béton de soufre, parfois aussi appelé béton au soufre, ou thiobéton, est un matériau composite rarement utilisé en construction, et d'usage limité à l'extérieur des bâtiments en raison de sa faible résistance à la chaleur. Il est constitué essentiellement de soufre élémentaire comme agent liant, de granulats comme charge, et d'adjuvants chimiques modifiants (en anglais, modifiers), en fait des plastifiants. Comme dans le béton classique, les granulats de différentes granulométries sélectionnées par tamisage sont constitués de granulats grossiers (graviers de rivière ou roches concassées) et d'un granulat fin (sable). À la différence du béton classique, la production du béton au soufre ne fait pas appel à un liant hydraulique composé d'un mélange de ciment et d'eau, qui après avoir réagi (réaction d'hydratation du clinker) forment la pâte de ciment durcie assurant le maintien et la cohésion des granulats. 
Le mélange cru (raw mix en anglais) utilisé pour la production du béton de soufre contient entre 12 et 25 % massique de soufre, le reste étant du granulat. Ce mélange est chauffé au-dessus du point de fusion du soufre élémentaire (115,21 °C (239,38 °F)) à environ 140 °C (284 °F). Des agents modifiants organiques (modifiers) peu volatils (c.-à-d., à haut point d'ébulition), comme du dicyclopentadiène (DCPD), du styrène, de la térébenthine, ou du furfural, sont ajoutés au soufre fondu pour inhiber sa cristallisation et stabiliser sa structure polymérique. Le soufre fondu très fluide enrobe les granulats. Après refroidissement, le soufre se solidifie. En absence d'agents modifiants, le soufre élémentaire cristalliserait dans sa phase cristalline allotrope (polymorphe) la plus stable à température ambiante. Avec ajout d'agents modifiants, le soufre élémentaire forme un copolymère (chaines linéaires avec le styrène, structure réticulée (cross-linking) avec le DCPD) et reste plastique,. Le béton au soufre atteint alors en ~ 24 h de refroidissement une résistance mécanique élevée. Il ne nécessite pas une période de cure prolongée comme le béton classique au ciment qui après sa prise (quelques heures) doit encore durcir pour atteindre sa résistance nominale prévue à 28 jours. La vitesse de durcissement du béton de soufre est fonction de sa vitesse de refroidissement et aussi de la nature et de la concentration en agents modifiants (processus de réticulation). Son durcissement est régi par le changement d'état liquide/solide assez rapide et les processus de transition de phases associés (maintien à l'état plastique en évitant sa recristallisation). C'est un matériau thermoplastique dont l'état physique dépend de la température. Il peut être recyclé et remis en forme de façon réversible, simplement en le refondant à température élevée.
Dès 1900, un brevet de béton de soufre a été déposé par McKay,. Le béton de soufre a été étudié plus en détail dans les années 1920 et 1930. Il a connu un regain d'intérêt dans les années 1970 en raison de l'accumulation de quantités considérables de soufre élémentaire comme sous-produit du procédé d'hydrodésulfuration du pétrole et du gaz et de son faible coût (déchet industriel très abondant),,.

## Caractéristiques
Le béton de soufre a une faible porosité et est également peu perméable. La faible porosité et la faible conductivité hydraulique de sa matrice ralentissent les infiltrations d'eau et diminue le transport d'espèces chimiques corrosives, comme les chlorures (corrosion par piqûres des armatures en acier. En absence de fissuration, il assure la protection physique des armatures en isolant l'acier au carbone du contact avec l'eau. Le béton au soufre résiste à certains composés chimiques comme les acides qui attaquent le béton classique à base de ciment. Il n'est toutefois pas capable de résister à une exposition prolongée à une température élevée (T > 100 °C).
À côté de son imperméabilité, Loov et al. (1974) mentionnent également parmi les caractéristiques avantageuses du béton de soufre sa faible conductivité thermique et sa basse  conductivité électrique. Le béton de soufre ne provoque pas de réaction néfaste avec le verre (pas de réaction alcali-silice), ne produit pas d'efflorescences et présente un fini de surface très lisse. Loov et al. (1974) mentionnent également parmi ses principales limitations techniques, son coefficient de dilatation thermique élevé (contraintes mécaniques induites et risque de fissuration associé), et aussi la formation possible de composés acides sous l'action de l'eau et de la lumière. Le béton de soufre réagit aussi avec le cuivre et dégage une odeur caractéristique lorsqu'il est fondu.

## Usages
Au cours des dernières décennies, des quantités considérables de soufre élémentaire se sont accumulées dans les pays économiquement développés. Il s’agit essentiellement d’un sous produit du raffinage du pétrole et du gaz et de procédés de traitement des sulfures de métaux comme le cuivre et le zinc. La raison réside surtout dans l'augmentation des capacités de production industrielle mais aussi dans le renforcement des réglementations environnementales limitant les émissions de SO2 dans l’atmosphère (pluies acides) et la quantité maximale de soufre dans les carburants. Il devient donc urgent de trouver de nouveaux débouchés permettant de valoriser et de recycler utilement tout ce soufre.
Le béton de soufre a été développé et promu comme matériau de construction en extérieur afin de pouvoir se débarrasser, tout en les valorisant, de grands stocks de soufre issus de l'hydrodésulfuration du gaz et du pétrole (procédé Claus). Toutefois, vu ses inconvénients, le béton de soufre n'est généralement utilisé qu'en petites quantités lorsqu'une prise et un durcissement rapides ou une résistance aux acides sont recherchés,. Ce matériau a également été proposé comme matériau de construction potentiel sur la planète Mars, où l'eau et le calcaire ne sont pas facilement disponibles, contrairement au soufre,,.

## Avantages et bénéfices
La température nécessaire à la production du béton de soufre (140 °C) étant 10 fois plus faible que celle du ciment Portland (1 450 °C), ses émissions totales de CO2 sont 40 % inférieures à celles de la fabrication du béton de ciment classique,,. Le béton de soufre est donc considéré comme un matériau de construction participant aux efforts nécessaires pour se diriger vers la neutralité en carbone. Sa production sans consommation d'eau et nettement moins énergivore par rapport aux bétons classiques à base de ciment Portland ordinaire (CEM I selon la norme européenne EN 197 définissant les différents types de ciments hydrauliques) en fait une alternative potentiellement intéressante, sans compter la réduction des émissions de gaz à effet de serre, les bétons à base de ciment portland étant responsables de ~ 8 % des émissions mondiales de CO2 en 2020[réf. nécessaire]. Grâce aux progrès des procédés de fabrication, le béton de soufre peut être produit avec qualité et en grande quantité. Par exemple, des traverses de chemin de fer en béton de soufre recyclables sont utilisées en Belgique pour une partie de l'infrastructure ferroviaire dans la région d'Anvers, et sont produites en masse localement. Un autre usage possible pour le béton de soufre est celui des canalisations d'égout, des chambres de visite, des raccords et des tuyaux les reliant aux égouts. Sa haute densité, sa faible porosité, sa faible perméabilité à l'eau, sa surface lisse, sa bonne adhésion et sa bonne résistance aux acides sont des qualités recherchées. Cependant, sa résistance aux attaques bactériennes doit encore faire l'objet d'attention sur le long terme dans le cadre du cycle biogéochimique du soufre.

## Défis scientifiques et techniques à long terme
En effet, les bactéries sulfato-réductrices (en anglais : sulfate-reducing bacteria, SRB) et thio-oxydantes (en anglais : sulfur-oxidizing bacteria, SOB) produisent respectivement du sulfure d'hydrogène (H2S) et de l’acide sulfurique (H2SO4) capable d’attaquer la pâte de ciment Portland hydratée des matériaux cimentaires, notamment dans les parties non noyées (zone vadose, accessible à pied) des égouts. Elles sont connues pour occasionner de grands dégâts au mortier et au béton des anciennes infrastructures d’égouttage,. Le béton de soufre, s’il s’avère résistant aux attaques chimiques et bactériennes à long terme, pourrait offrir une solution efficace et durable à ce problème. Cependant, le soufre élémentaire participant lui-même aux réactions d’oxydoréduction utilisées par certaines bactéries pour produire l’énergie qui leur est nécessaire à partir du cycle du soufre, le soufre élémentaire pourrait contribuer à alimenter directement l’activité bactérienne. 
Les biofilms adhérents à la surface des parois des égouts pourraient abriter des colonies microbiennes autotrophes pouvant dégrader le béton de soufre si elles sont capables d’utiliser celui-ci directement comme donneur d’électrons pour réduire les nitrates (processus de dénitrification autotrophique),,,, ou les sulfates, présents dans les eaux usées. La durée de service requise pour les infrastructures d’égouttage des grandes villes et métropoles dépasse largement plus de 100 ans (à Londres, de nombreux égouts datent de l'époque victorienne, 1832 – 1901). Un des défis majeurs auxquels le béton de soufre est confronté est de pouvoir démontrer son caractère suffisamment peu réactif et peu sensible à l’activité microbienne à très long terme. Des essais de dégradation microbiologique en laboratoire et en conditions in situ sur le terrain s’avèrent encore nécessaires vu le manque de recul sur la durabilité de ce matériau et les échelles de temps concernées.
La durabilité du béton de soufre à très long terme dépend aussi de facteurs physico-chimiques comme ceux contrôlant, entre autres, la diffusion des agents modifiants (si non complètement fixés chimiquement) hors de la matrice du soufre élémentaire et leur lixiviation par l'eau. Les modifications éventuelles des propriétés physiques du matériau en résultant détermineront sa résistance mécanique et son comportement chimique à long terme. Le caractère biodégradable, ou au contraire récalcitrant vis-à-vis à l’activité microbienne, des adjuvants organiques, voire leur éventuel pouvoir biocide (susceptible de protéger le béton de soufre de l’attaque des micro-organismes) constitue un aspect important pour évaluer la durabilité du matériau. Celle-ci pourrait également dépendre à terme de la recristallisation progressive du soufre élémentaire au fil du temps ou de la vitesse de déformation plastique de sa structure modifiée par les différents types d’adjuvants organiques.

## Inconvénients et limites d'utilisation
Le béton de soufre présente différents inconvénients, comme sa perte de résistance mécanique au fil du temps, sa durabilité médiocre, son inflammabilité, les problèmes de dégradation microbienne, le caractère corrosif des espèces réduites du soufre et l'absence de tampon chimique alcalin indispensable à la passivation et à la protection des armatures. Il est de ce fait incompatible avec les armatures d'acier (problèmes de corrosion) et ne peut servir à la fabrication de béton armé ou précontraint. 

### Perte de résistance mécanique (vieillissement)
Swamy et Jurjees (1986) soulignent les limites du béton de soufre. Ces auteurs remettent en question la stabilité structurelle et la durabilité à long terme des poutres en béton de soufre avec armature en acier, en particulier pour le béton de soufre modifié avec du dicyclopentadiène et du dipentène. Même lorsqu'elles sont conservées en conditions sèches, les poutres en béton de soufre modifié perdent de leur résistance en vieillissant. Le vieillissement dans un environnement humide entraîne un ramollissement du béton de soufre et une perte de résistance mécanique. Il provoque des dommages structurels entraînant des ruptures de cisaillement et des fissures. Swamy et Jurjees (1986) ont également observé une grave corrosion des armatures en acier. Ils concluent que la stabilité structurelle des poutres en béton de soufre armé ne peut être garantie que lorsqu'il s'agit de béton de soufre non modifié et qu'elles sont conservées au sec. Dans un environnement humide, le béton de soufre armé n'est pas stable et sa durabilité est médiocre.

### Inflammabilité et mauvaise résistance au feu
En raison de son caractère inflammable au contact de l'oxygène de l'air, des fumées toxiques et des gaz acides produits par sa combustion (SO2, SO3), le béton de soufre ne convient pas à la construction de bâtiments. Son point de fusion relativement bas (140 °C (284 °F)) et son ramollissement avec la température constituent également un handicap sérieux pour la résistance des structures au feu (flambage mécanique des poutres et piliers).

### Processus de corrosion liés à la présence de soufre élémentaire
Étant basées sur l'utilisation du soufre élémentaire (S0, ou S8) comme liant thermoplastique, les applications du béton de soufre connaissent les mêmes limitations que celles du soufre élémentaire. En effet, ce dernier n'est pas un matériau inerte, car il peut brûler à température élevée au contact de l'oxygène de l'air. Il est également connu pour être un puissant agent corrosif pour des métaux et des alliages comme le cuivre et les aciers,,.
En cas d'incendie, le béton de soufre est inflammable et dégagera des fumées acides toxiques et corrosives de dioxyde de soufre (SO2) et de trioxyde de soufre (SO3), conduisant à la formation d'acide sulfurique (H2SO4). Lors du contact du soufre élémentaire avec l'eau, des réactions d'oxydo-réduction de dismutation (aussi dites de disproportionation) peuvent également conduire à la formation d'espèces réduites du soufre très corrosives, comme les sulfures responsables notamment de la corrosion anaérobie du cuivre par les protons de l'eau (H+) par formation de précipités de Cu2S et de CuS très peu solubles. La modification des équilibres chimiques qui résulte des réactions de précipitation a pour effet d'intervertir la position du couple Cu2+/Cu  vis-à-vis du couple 2H+/H2 servant de référence à l'échelle redox (2 H+ + 2 e–  {\displaystyle \rightleftharpoons }  H2 : 0 Volt), ce qui a pour effet d'anéantir le caractère noble du cuivre par rapport au couple de l'hydrogène et permet son oxydation par l'eau en conditions anaérobies.
Selon Maldonado-Zagal et Boden (1982), l'hydrolyse du soufre élémentaire (soufre octa-atomique, S8) dispersé dans l'eau est due à sa dismutation en formes réduites (sulfures) et oxydées (sulfates) dans le rapport H2S/H2SO4 = 3/1. Le sulfure d'hydrogène (H2S) provoque également de la fissuration sous contrainte (en anglais : sulfide stress corrosion, ou SSC). Au contact de l'air, H2S est également facilement oxydé en thiosulfate (S2O32–), une espèce chimique réduite du soufre très réactive au contact des aciers et responsable de corrosion par piqûres plus sévères que celles induites par les ions chlorures.
Comme la pyrite (FeS2, un disulfure de fer(II)), en présence d'humidité, le soufre élémentaire est également sensible à l'oxydation par l'oxygène atmosphérique et peut à terme produire de l'acide sulfurique (H2SO4), des sulfates (SO42–), et des espèces chimiques intermédiaires comme les thiosulfates (S2O32–), ou les tétrathionates (S4O62–), toutes deux des espèces fortement corrosives (corrosion par piqûres), comme toutes les espèces réduites ou intermédiaires du soufre,,. Par conséquent, les problèmes de corrosion à long terme des aciers et d'autres métaux (aluminium, cuivre...) doivent être anticipés et correctement pris en compte avant de sélectionner un béton de soufre pour une application donnée. Les aciers inoxydables sont également très sensibles à la corrosion par piqûre et ne constituent pas forcément une solution. 
La formation d'acide sulfurique est également susceptible d'attaquer et de dissoudre le calcaire (CaCO3), de même que le béton classique des composants et des structures de génie civil. Il s'ensuit alors la formation d'efflorescences de gypse, un sulfate de calcium dihydraté (CaSO4·2H2O), pouvant aussi aggraver la détérioration de ces matériaux.
Si les conditions physico-chimiques locales sont propices (suffisamment d'espace et d'eau disponibles pour permettre leur croissance), les bactéries oxydantes du soufre et des sulfures (biochimiquement très actives dans le cycle du soufre) peuvent également se développer au détriment du soufre de ce type de béton, affaiblir sa résistance mécanique, et contribuer à aggraver les problèmes potentiels de corrosion.
La vitesse de dégradation du soufre élémentaire dépend de sa surface spécifique et donc du rapport surface/volume, de la porosité et de la microfissuration du matériau. Les réactions de dégradation seront plus rapides avec de la poussière de soufre à l'état finement divisé, tandis que de gros blocs monolithiques compacts, et encore intacts, de béton de soufre comme des traverses de chemin de fer devraient réagir plus lentement. La durée de vie des composants en béton de soufre dépend donc de la cinétique de dégradation du soufre élémentaire exposé à l'oxygène atmosphérique, à l'humidité, et aux micro-organismes. Elle sera aussi fonction de la concentration de contraintes et de la densité des microfissures dans le matériau concerné, de son usure (p. ex., à la suite de sollicitations par des vibrations...), et de l'accessibilité des surfaces d'éléments en acier au carbone aux produits de dégradation corrosifs présents en solution aqueuse, en cas de présence de vides techniques, ou d'apparition de macrofissures facilement perméables à l'eau. Tous ces éléments doivent être pris en compte dès la conception des structures, systèmes et composants (SSC) à base de béton de soufre, certainement s'ils sont renforcés (armatures d'acier) ou précontraints (avec des câbles d'acier à haute résistance noyés dans le matériau).
L'oxydation du soufre élémentaire en conditions humides acidifiera aussi le milieu aqueux (abaissement de la valeur du pH de l'eau), aggravant encore la corrosion de l'acier au carbone.

### Absence de tampon chimique alcalin (pas de passivation des armatures)
Contrairement au ciment Portland ordinaire et au béton classique, le béton de soufre ne contient pas d'hydroxydes alcalins (KOH, NaOH), ni d'hydroxyde de calcium (Ca(OH)2). Il n'apporte donc aucun pouvoir tampon capable de maintenir un pH élevé passivant la surface de l'acier durant longtemps (par la formation d'un fin film d'oxydes de fer denses, peu perméables, et très peu solubles). En d'autres termes, le béton de soufre ne protège pas chimiquement les armatures d'acier contre la corrosion. L'évolution de la corrosion des armatures d'acier incorporées au béton de soufre dépendra donc surtout des infiltrations d'eau par les macrofissures éventuellement présentes et de l'exposition directe de la surface des aciers aux espèces chimiques agressives dissoutes. La présence de micro-organismes capables de tirer leur énergie du cycle du soufre (via des réactions d'oxydation ou de réduction) pourrait également accélérer la vitesse de corrosion des éléments métalliques.

## Perspectives d'utilisations
Bien que souffrant de sérieuses limitations, le béton de soufre peut apporter des solutions techniques intéressantes pour des usages de niche concernant la fabrication de certains composants quand sa durabilité s'avère supérieure à celle d'un béton classique à base de ciment Portland (ou de ciments métallurgiques à base de laitier de haut fourneau). Ses caractéristiques physiques intéressantes comme sa faible porosité, sa faible perméabilité et ses bonnes propriétés d'adhésion peuvent compenser ses inconvénients chimiques dans certains environnements agressifs où la résistance chimique et la durabilité des bétons ordinaires pose clairement problème, comme la corrosion biologique dans les réseaux d'égouts (cycle H2S / H2SO4, attaques sulfatiques externes) ou la dégradation chimique de certains composants exposés à des agents agressifs en conditions industrielles. Cependant, seuls l'usage à long terme et le retour d'expérience permettent in fine de réellement valider l'usage de ce matériau dans des conditions et des environnements bien spécifiques où la durabilité des bétons classiques est le facteur limitant.